# Kuurne-Brussel-Kuurne 2008
De 61e editie van Kuurne-Brussel-Kuurne, 193 kilometer lang, traditioneel deel van het openingsweekend van het Belgische wielerseizoen, werd verreden op zondag 2 maart 2008 in redelijk zware weersomstandigheden: het was redelijk droog maar er stond veel wind.
De eerste vluchters waren Jeremy Hunt (Crédit Agricole), Aurélien Clerc (Bouygues Telecom), Gregory Habeaux (Mitsubishi), David Kopp (Cycle Collstrop), Manuel Quinziato (Liquigas), Serge Pauwels (Topsport Vlaanderen), Matthew Goss (Team CSC), Steven Cozza (Slipstream) en Wim De Vocht (Silence-Lotto). Ze namen een voorsprong van anderhalve minuut, maar werden weer bijgehaald door het peloton, onder leiding van Quickstep-Innergetic.
Het was ook die ploeg, die, vooraan het peloton, voor de belangrijkste schifting zorgde door op volle kracht in een waaier te gaan rijden. Hierdoor verloren onder andere Thor Hushovd (Crédit Agricole), Roy Sentjens (Silence-Lotto), Joost Posthuma (Rabobank) en Martin Elmiger (Ag2r) de aansluiting, die ze ook niet weer konden grijpen. Dat kon Nicolas Jalabert (Agritubel) in zijn eentje wel, na een valpartij.
Het waren de zeven Quick-Step-Innergetic-renners die een hoog tempo hanteerden om op die manier Tom Boonen voor de zege te kunnen laten sprinten. Op ongeveer vijftien kilometer van de meet was Juan-Antonio Flecha (Rabobank) de eerste die aanviel. Zijn poging strandde, evenals die van Leif Hoste (Silence-Lotto), Frederik Willems (Liquigas) en Frédéric Amorison (Landbouwkrediet), door het goede achtervolgende werk van Quick-Step-Innergetic.
De beslissende aanval was van Sebastian Langeveld, op drie kilometer van de finish. Van Quick-Step-Innergetic sprong Steven de Jongh mee. Er werden door de grotere achtervolgende groep nog een aantal pogingen gedaan om de twee terug te halen, maar dat lukte niet, mede omdat Tom Boonen op een gegeven moment aangaf niet meer te achtervolgen, aangezien van Steven de Jongh werd verwacht dat hij sneller was dan Langeveld. Zo hielp Langeveld De Jongh in een zetel naar de finish, alwaar De Jongh de eindsprint met groot gemak won van zijn landgenoot.
Het was voor De Jongh zijn tweede zege in Kuurne-Brussel-Kuurne. In 2004 won hij een massasprint in dienst van Rabobank.

## Hellingen
| - Edelareberg - La Houppe - Kanarieberg | - Oude Kruisens - Oude Kwaremont - Côte de Trieu | - Tiegemberg - Nokereberg |

## Uitslag
| Rang | Renner              | Land      | Ploeg                 | Tijd       |
| ---- | ------------------- | --------- | --------------------- | ---------- |
| 1    | Steven de Jongh     | Nederland | Quickstep-Innergetic  | 4u 27' 03" |
| 2    | Sebastian Langeveld | Nederland | Rabobank              | op 02"     |
| 3    | Matthew Goss        | Australië | Team CSC              | op 04"     |
| 4    | Tom Boonen          | België    | Quickstep-Innergetic  | z.t.       |
| 5    | Enrico Franzoi      | Italië    | Liquigas              | z.t.       |
| 6    | Borut Božič         | Slovenië  | Cycle Collstrop       | z.t.       |
| 7    | Bobbie Traksel      | Nederland | P3 Transfer Batavus   | z.t.       |
| 8    | Karsten Kroon       | Nederland | Team CSC              | z.t.       |
| 9    | Nicolas Jalabert    | Frankrijk | Agritubel             | z.t.       |
| 10   | Frédéric Amorison   | België    | Landbouwkrediet-Tonis | z.t.       |

1945 · 1946 · 1947 · 1948 · 1949 · 1950 · 1951 · 1952 · 1953 · 1954 · 1955 · 1956 · 1957 · 1958 · 1959 · 1960 · 1961 · 1962 · 1963 · 1964 · 1965 · 1966 · 1967 · 1968 · 1969 · 1970 · 1971 · 1972 · 1973 · 1974 · 1975 · 1976 · 1977 · 1978 · 1979 · 1980 · 1981 · 1982 · 1983 · 1984 · 1985 · 1986 · 1987 · 1988 · 1989 · 1990 · 1991 · 1992 · 1993 · 1994 · 1995 · 1996 · 1997 · 1998 · 1999 · 2000 · 2001 · 2002 · 2003 · 2004 · 2005 · 2006 · 2007 · 2008 · 2009 · 2010 · 2011 · 2012 · 2013 · 2014 · 2015 · 2016 · 2017 · 2018 · 2019 · 2020 · 2021 · 2022 · 2023 · 2024 · 2025
Lijst van beklimmingen